# Navasfrías
Navasfrías è un comune spagnolo di 679 abitanti situato nella comunità autonoma di Castiglia e León.